# Farmaceutiska fakulteten, Uppsala universitet
Farmaceutiska fakulteten är en del av Uppsala universitet. Där bedrivs utbildning och forskning inom läkemedelsrelaterade områden, bland annat farmaci, farmakologi, farmaceutisk biovetenskap och läkemedelskemi. Vid farmaceutiska fakulteten utbildas apotekare och receptarier. Här ges också högre forskarutbildningar som leder till farmacie licentiat- och farmacie doktorsexamina.

## Institutioner
Fakulteten är uppdelad på tre institutioner:
- Institutionen för farmaceutisk biovetenskap (med sex avdelningar: biologisk beroendeforskning, farmaceutisk biokemi, farmaceutisk farmakologi, toxikologi, farmakokinetik och läkemedelsterapi, samt medicinsk masspektrometri)
- Institutionen för farmaci (med forskargrupper inom biofarmaci, farmaceutisk fysikalisk kemi, farmakoepidemiologi, galenisk farmaci, läkemedelsformulering, samt samhällsfarmaci)
- Institutionen för läkemedelskemi (med tre avdelningar: analytisk farmaceutisk kemi, organisk farmaceutisk kemi, samt farmakognosi)

## Historik
Farmaceutiska fakulteten bildades 1968, då det tidigare Farmaceutiska institutet flyttades från Stockholm och integrerades i Uppsala universitet. Det är den enda farmaceutiska fakulteten i Sverige. Anders Hallberg, professor i läkemedelskemi vid fakulteten, var rektor för universitetet 2006–2012.

## Internationella samarbeten
Fakulteten är medlem i ULLA-samarbetet som bedriver en sommarforskarskola för doktorander och ger ut läroböcker i farmaceutiska ämnen.
ULLA-samarbetet består av farmaceutiska fakulteten vid Uppsala universitet (Sverige), School of Pharmacy-University of London (Storbritannien), LACDR (Leiden/Amsterdam Center for Drug Research vid Universiteit Leiden och Vrije Universiteit Amsterdam, Nederländerna), samt de farmaceutiska fakulteterna vid Københavns universitet (Danmark), Université Paris-Sud 11 (Frankrike), Università degli Studi di Parma (Italien), och Katholieke Universiteit Leuven (Belgien).